# Rhesala formosana
Rhesala formosana là một loài bướm đêm trong họ Noctuidae.